# 周大有
周大有（1504年—？），字元亨，浙江紹興府餘姚縣人，軍竈籍，明朝政治人物。

## 生平
嘉靖十年（1531年）辛卯科浙江鄉試第十四名。嘉靖二十年（1541年）辛丑科進士，授江西南昌县知县，严明决断，年歲歉收，多方赈济。嘉靖二十六年（1547年）選貴州道監察御史。

## 家族
曾祖周瓘；祖父周謙；父周壇，母黃氏。严侍下。